# Tristesse et Beauté
Tristesse et Beauté (美しさと哀しみと, utsukushisa to kanashimi to) est un roman de l'écrivain japonais Yasunari Kawabata, paru en 1965.
Il a été traduit en français en 1981.

## Résumé
Le livre parle de l'histoire d'une femme qui retrouve un ancien amoureux. Et traite des problèmes avec la famille de l'homme, et des histoires d'amour des femmes.
Oki Toshio, écrivain célèbre, entreprend de renouer avec son passé en se rendant à Kyôto pour y écouter, la veille du Jour de l'An, les cloches des monastères qui sonnent le passage d'une année à l'autre. Ce faisant, il espère revoir celle qui fut sa maîtresse plus de vingt ans auparavant : Otoko, à présent peintre de renom installée à Kyôto. Otoko vit avec Keiko, une jeune fille d'une saisissante beauté, nature ardente et implacable qui s'emploiera à mener à bien une singulière vengeance, dont l'issue tragique rendra à jamais vaine toute tentative d'Oki pour ressusciter le passé.
Source : Bibliothèque Albin Michel.

## Adaptations cinématographiques
- 1965 : Tristesse et Beauté de Masahiro Shinoda
- 1985 : Tristesse et Beauté de Joy Fleury